# MIL-STD-188
MIL-STD-188 هي سلسلة من المعايير العسكرية الأمريكية المتعلقة بالاتصالات السلكية واللاسلكية.

## غرض
وفي مواجهة "أوجه القصور التقنية السابقة في نظم الاتصالات السلكية واللاسلكية ومعداتها وبرامجها، التي تعزى إلى أوجه القصور الأساسية في تطبيق معايير الاتصالات السلكية واللاسلكية وعدم وجود تعريف جيد، برنامج لمراجعتها ومراقبتها وتنفيذها، تتطلع وزارة الدفاع الأميركية إلى تطوير سلسلة من المعايير التي من شأنها التخفيف من حدة المشكلة.
وبحلول عام 1988، أصدرت وزارة الدفاع الأمريكية التعليمات 4630.8 (التي أعيد إصدارها في 1992 و2002 و2004) تنص على سياستها بأن «يتم دعم جميع القوى للعمليات المشتركة والمشتركة من خلال أنظمة قيادة وتحكم واتصالات وذكاء متوافقة وقابلة للتشغيل المتبادل ومتكاملة، وأن جميع هذه الأنظمة التي تم تطويرها لاستخدامها من قبل القوات الأمريكية تعتبر للاستخدام المشترك». ولتحقيق ذلك، فإن مدير وكالة أنظمة المعلومات الدفاعية (DISA) مكلف «بتطوير معايير تكنولوجيا المعلومات لتحقيق التشغيل البيني والتوافق، وضمان أن جميع الأنظمة والمعدات يجب أن تتوافق مع المعايير التقنية والإجرائية للواجهة والتشغيل البيني والتوافق».
تم إنشاء معايير MIL-STD-188 «لمعالجة معلمات تصميم الاتصالات السلكية واللاسلكية على أساس التكنولوجيات المثبتة». ولضمان إمكانية التشغيل البيني، جعلت إدارة المعدات والمعدات هذه المعايير إلزامية للاستخدام في جميع أنظمة وزارة كهرباء وأجهزة وزارة النقل الجديدة، أو في عمليات تحديث رئيسية.

## تطور
عندما وضعت لأول مرة المعيار العسكري (MIL-STD-188) غطت المعايير التقنية للاتصالات التكتيكية وطويلة المدى، ولكن كما تم تنقيحه إلى (MIL-STD-188A، MIL-STD-188B) حيث أصبح وثيقة تنطبق على الاتصالات التكتيكية فقط (MIL-STD-188C 24 نوفمبر 1969). ونشرت وكالة نظم المعلومات الدفاعية تعميمات أعلنت فيها المعايير والمعايير الهندسية المتعلقة بنظام الاتصالات الدفاعية الطويلة المدى والدعم التقني لنظام القيادة والسيطرة العسكريين في جميع أنحاء العالم. وتمشيا مع قرار هيئة الأركان المشتركة، تنشر هذه المعايير في سلسلة وثائق MIL-STD-188. تنقسم هذه السلسلة إلى «سلسلة MIL-STD-188-100 تغطي المعايير المشتركة للاتصالات التكتيكية وطويلة المدى، وسلسلة MIL-STD-188-200 تغطي معايير الاتصالات التكتيكية فقط، وسلسلة MIL-STD-188-300 تغطي معايير الاتصالات طويلة المدى فقط».
وتشمل معايير سلسلة MIL-STD-188 من قبل الهندسة المعمارية التقنية المشتركة في إدارة الأمراض.

## الانحرافات والتنازلات
أي مصنع يسعى إلى الانحراف عن معايير سلسلة MIL-STD-188 (قبل تصنيع عنصر) يجب أن يطلب القيام بذلك مع اللجنة التوجيهية المشتركة (JSC) التي تشكلت تحت وكالة الاتصالات الدفاعية. لكي تحصل أي وكالة من وكالات إدارة الأنباء على تنازل للحصول على عنصر ينحرف عن المعايير التي يجب أن تطبقها أيضا على JSC.

## العلاقة بأنظمة المعايير الأخرى
ووفقا لوثائق وزارة التنمية، «يمكن أن تستند سلسلة MIL-STD-188 إلى الهندسة المعمارية التقنية المشتركة ومعايير المعهد الوطني الأمريكي للمعايير (ANSI) والاتحاد الدولي للاتصالات السلكية واللاسلكية - قطاع توحيد الاتصالات (ITU-T) وتوصيات منظمة حلف شمال الأطلسي (الناتو) للمعايير الموحدة (STANAG) وغيرها من المعايير حيثما ينطبق ذلك».

## التركيز الحالي للتنمية
وفي الوقت الراهن، تركز وزارة الدفاع على «وضع معايير مشتركة للاتصالات التكتيكية والطويلة المدى (سلسلة MIL-STD-188-100)».

## وثائق
ملاحظة: القائمة التالية من المستندات هي تلك النشطة حاليا. وتشير الوثائق ذات الأرقام الثلاثة متبوعة بحرف من الأبجدية إلى أنها مراجعات لإصدار أقدم من تلك الوثيقة.

### سلسلة MIL-STD-188-100
ووفقًا لوزارة الدفاع، تحتوي سلسلة MIL-STD-188-100 على «معايير فنية وأهداف تصميم مشتركة بين أنظمة الاتصالات طويلة المدى والتكتيكية».
تتضمن المقالات الحالية في هذه السلسلة ما يلي:
- 100—المشتركة المدى الطويل والمعايير التقنية نظام الاتصالات التكتيكية 105 - معايير التشغيل البيني والأداء لبوابة جميع التكتيكية الرقمية إلى الاستراتيجية 110D - معايير التشغيل المتداخل والأداء لأجهزة مودم البيانات 111A - معايير التشغيل البيني والأداء لأنظمة اتصالات الألياف البصرية 112 - تصميم النظام الفرعي والمعايير الهندسية للاتصالات التكتيكية المشتركة للكابلات والأسلاك لمسافات طويلة
- 113 - معايير التشغيل البيني والأداء لتقنيات التحويل التناظرية إلى الرقمية 114A - الخصائص الكهربائية لدوائر الواجهة الرقمية (يمكن أن تتبادل مع RS-422 و RS-423، ولكن ليس متطابقة) 115- معايير التشغيل المتداخل والأداء لأنظمة توقيت الاتصالات ومزامنتها الفرعية 116 - معايير التشغيل البيني للمعلومات ووضع تبادل حركة المرور سجل 120 - مصطلحات وتعاريف نظام الاتصالات العسكرية
- 124 ب - التأريض والترابط والحماية لأنظمة الاتصالات المشتركة طويلة المدى / التكتيكية بما في ذلك مرافق ومعدات الاتصالات الإلكترونية الأرضية
- 125A - حماية النبض الكهرومغناطيسي عالي الارتفاع (HEMP) للمنشآت الأرضية التي تؤدي مهام حرجة وطارئة للوقت
- 136A - معيار ارتباط بيانات القمر الصناعي (SDLS) للوصلات الصاعدة والارتباطات الهابطة بمعدل بيانات متوسط التردد EHF
- 140A - معايير التصميم الفني للمعدات للاتصالات اللاسلكية طويلة المدى / التكتيكية في نطاق التردد المنخفض ونطاقات التردد المنخفض
- 141D - معايير التشغيل البيني والأداء للأنظمة الراديوية ذات الترددات المتوسطة والعالية (بما في ذلك معايير إنشاء الوصلة الأوتوماتيكية)
- 145 - قابلية التشغيل البيني ومعايير الأداء لمعدات راديو الميكروويف ذات الخط الرقمي
- 146 - قابلية التشغيل البيني ومعايير الأداء للاتصالات الساتلية
- 148B - معيار التشغيل البيني للاتصالات المضادة للانحشار (AJ) في التردد العالي (2-30 MHz) النطاق
- 154A - معايير النظام الفرعي والمعدات والواجهة لمنشآت التحكم في الاتصالات طويلة المدى والتكتيكية المشتركة
- 161D - معايير التشغيل البيني والأداء لمعدات الفاكس الرقمية
- 164A - معايير التشغيل البيني والأداء للمطراف الأرضية للاتصالات الساتلية C-Band و X-Band و Ku-Band SHF
- 165A - معايير التشغيل البيني والأداء لمودمات PSK للاتصالات الساتلية SHF (عملية Fdma)
- 166 - معيار الواجهة وقابلية التشغيل البيني ومعيار الأداء للتحكم في ارتباط SHF SATCOM
- 167 - معيار الواجهة، تنسيق الرسالة للتحكم في ارتباط SHF SATCOM
- 168 - معايير الواجهة وقابلية التشغيل البيني ومعايير الأداء لأجهزة الإرسال والإرسال عبر الأقمار الصناعية SHF وأجهزة إزالة تعدد الإرسال
- 171 - معايير التشغيل البيني للمعلومات وتسجيل وضع تبادل حركة المرور I
- 172 - معايير التشغيل البيني للمعلومات وتسجيل وضع تبادل حركة المرور II
- 173 - معايير التشغيل البيني للمعلومات وتسجيل وضع تبادل حركة المرور V
- 174 - معايير التشغيل البيني للمعلومات وتسجيل وضع تبادل حركة المرور سادساً
- 176 - الملف الشخصي القياسي لوضع النقل غير المتزامن (ATM)
- 181B - محطة صوتية رقمية متقدمة ضيقة النطاق (ANDVT) وبيانات 56 كيلوبت / ثانية
- 181C - معيار التشغيل البيني للوصول إلى قنوات الاتصالات الساتلية UHF 5 كيلوهرتز و 25 كيلوهرتز
- 182B - معيار التشغيل البيني لرسائل وبروتوكولات طلب UHF SATCOM المخصصة للوصول المتعدد (DAMA)
- 183B - معيار التشغيل البيني لقنوات اتصالات الأقمار الصناعية UHF ذات الوصول المتعدد 5 كيلوهرتز و 25 كيلوهرتز
- 184 - قابلية التشغيل البيني ومعيار الأداء لشكل موجة التحكم في البيانات
- 185 - قابلية التشغيل البيني Uhf Milsatcom DAMA نظام التحكم
- 186 - معيار التشغيل البيني لخدمة بث تقرير التأخير القصير UHF SATCOM
- 187 - معيار التشغيل البيني لمحطات نظام هدف المستخدم المحمول (MUOS)
- 190 - طرق قياس نظام الاتصالات
- 194 - ملف تعريف الشبكة الرقمية للخدمات المتكاملة
- 196 - ضغط الصور ثنائي المستوى لمعيار تنسيق نقل الصور الوطني
- 197A - خوارزمية ضغط تعديل رمز النبض التفاضلي المتكيف (ARIDPCM) لمعيار تنسيق نقل الصور الوطني
- 198A - ضغط الصور المشترك لمجموعة خبراء التصوير (JPEG) لمعيار تنسيق نقل الصور الوطني
- 199 - تخفيف الضغط الكمي المتجه لمعيار تنسيق نقل الصور الوطني
- 203-1A - معايير التشغيل البيني والأداء لوصلة المعلومات الرقمية التكتيكية (Tadil) A (رابط 11)

### سلسلة MIL-STD-188-200
وفقا لوازرة الدفاع لسلسلة MIL-STD-188-200 «يحتوي على الاتصالات التكتيكية الحالية والمعايير التقنية وأهداف التصميم، وتشمل هذه السلسلة أهداف التصميم غير السرية المناسبة والمعايير التقنية لأنظمة الاتصالات التكتيكية، ومعايير أنظمة الاتصالات الإلكترونية المناسبة وأهداف التصميم التي تم تطويرها في إطار مشاريع مشتركة، وهي مدمجة في معايير الاتصالات التكتيكية».
تتضمن المقالات الحالية في هذا المقطع ما يلي:
- 200 - تصميم النظام والمعايير الهندسية للاتصالات التكتيكية 202 - معايير التشغيل البيني والأداء لمجموعات الإرسال الرقمي التكتيكي (الكبل المحوري) للاتصالات التكتيكية 203 - معايير التشغيل البيني والأداء لرابط المعلومات الرقمية التكتيكية (TADIL) A 212 - تصميم النظام الفرعي والمعايير الهندسية للربط التكتيكي للمعلومات الرقمية (TADIL) B 216A - معايير التشغيل المتداخل لوضع التحكم بمحول البيانات 220D - الأنظمة الفرعية لجهاز نقل الرسائل الرقمية (راديو الشبكة القتالية)
- 241 - متطلبات واجهة RF لأنظمة الراديو التكتيكية التنقل تردد VHF 242—التشغيل البيني ومعايير الأداء لقناة واحدة التكتيكية عالية التردد جدا (VHF) معدات الراديو 243 - معايير التشغيل البيني والأداء للاتصالات اللاسلكية التكتيكية ذات التردد العالي جدا (UHF) للقناة الواحدة 256 - معايير التشغيل البيني والأداء للإشارات الرقمية والإشراف على أنظمة الاتصالات التكتيكية 260 - معايير التصميم والهندسة للأنظمة الفرعية التكتيكية الطرفية.[6]

### سلسلة MIL-STD-188-300
وفقًا لوزارة الدفاع، تحتوي سلسلة MIL-STD-188-300 على «معايير نظام الاتصالات وأهداف التصميم المطبقة في مجال الاتصالات طويلة المدى والاتصالات من نقطة إلى نقطة لدعم نظام اتصالات الدفاع (DCS) والقيادة العسكرية الوطنية نظام (NMCS)، وكذلك لتوفير الواجهة الضرورية مع معدات غير DCS.».
تتضمن المقالات الحالية في هذه السلسلة ما يلي:
- 300 - معايير معايير تصميم نظام الاتصالات طويلة المدى المطبقة على نظام الاتصالات الدفاعية 310A - تصميم النظام الفرعي والمعايير الهندسية لمرافق الرقابة الفنية 311 - معايير التصميم الفني لتعددات تقسيم التردد 313—تصميم النظام الفرعي والمعايير الهندسية ومعايير التصميم الفني للمعدات للاتصالات طويلة المدى عبر خط الميكروويف من البصر (لوس) راديو وراديو مبعثر Tropospheric 315 - تصميم النظام الفرعي / الهندسة ومعايير التصميم الفني للمعدات لأنظمة الأسلاك 331 - قابلية التشغيل البيني ومعيار الأداء ل التداول عن بعد بالفيديو

340 - معايير التصميم الفني للمعدات لتعدد الأسلاك الصوتية
341 - البيانات الرقمية غير المتنوعة 2400 بت في الثانية
342 - معايير لمعدات الاتصالات طويلة المدى معايير التصميم الفني للترددات الصوتية الناقل تلغراف (FSK)
344 - البيانات الرقمية غير المتنوعة 1200 بت في الثانية
346 - معايير معايير التصميم الفني لمعدات الاتصالات طويلة المدى لأدوات النهاية التناظرية والأجهزة المساعدة للمكتب المركزي
347 - معايير التصميم الفني للمعدات لأدوات النهاية الرقمية والأجهزة المساعدة